# Slavko Obadov
Slavko Obadov, en serbe en écriture cyrillique : Славко Обадов, (né le 12 juillet 1948) est un judoka serbe ayant effectué l'intégralité de sa carrière sportive sous les couleurs de la Yougoslavie. Il participe à trois reprises aux Jeux olympiques (1972, 1976 et 1980). En 1976, il remporte la médaille de bronze dans la catégorie des poids moyens.

## Palmarès

### Jeux olympiques
- Jeux olympiques de 1976 à Montréal,  Canada
  -  Médaille de bronze